# 산노헤역
산노헤역(일본어: 三戸駅)은 일본 아오모리현 산노헤군 난부정에 위치한 아오이모리 철도 아오이모리 철도선의 철도역이다. 이 역은 시점인 메토키 역으로부터 7.1km 떨어져 있으며, 도쿄역부터는 623.8km 만큼 떨어져 있는 역이다.

## 타는 곳
| 번호 | 노선                | 방향 | 행선                     | 비고      |
| ---- | ------------------- | ---- | ------------------------ | --------- |
| 1    | ■ 아오이모리 철도선 | 하행 | 하치노헤 · 아오모리 방면 |           |
| 2    | ■ 아오이모리 철도선 | 하행 | 하치노헤 · 아오모리 방면 | 당역 시발 |
| 2    | ■ 아오이모리 철도선 | 상행 | 니노헤 · 모리오카 방면   | 일부 열차 |
| 3    | ■ 아오이모리 철도선 | 상행 | 니노헤 · 모리오카 방면   |           |

## 역 주변
- 국도 제4호선

## 역사
- 1894년 9월 1일: 영어 개시.
- 1906년 11월 1일: 국유화.
- 1907년 11월 1일: 표기를 三ノ戸에서 三戸로 변경.
- 1987년 4월 1일: 민영화로 동일본 여객철도에서 계승.
- 2002년 12월 1일: 도호쿠 신칸센 모리오카 ~ 하치노헤 구간이 연장 개통됨에 따라 아오이모리 철도에 이관.

## 인접 정차역
| 아오이모리 철도 ■ 아오이모리 철도선 | 아오이모리 철도 ■ 아오이모리 철도선 | 아오이모리 철도 ■ 아오이모리 철도선 |
| ----------------------------------- | ----------------------------------- | ----------------------------------- |
| 메토키 모리오카 방면                |                                     | 스와노타이라 방면 아오모리 방면     |